# رابین
رابین (روسی: Рубин) شرکت دولتی کشتی‌سازی روسی است، که در سال ۱۹۰۰ تأسیس شد.